# Kenkey

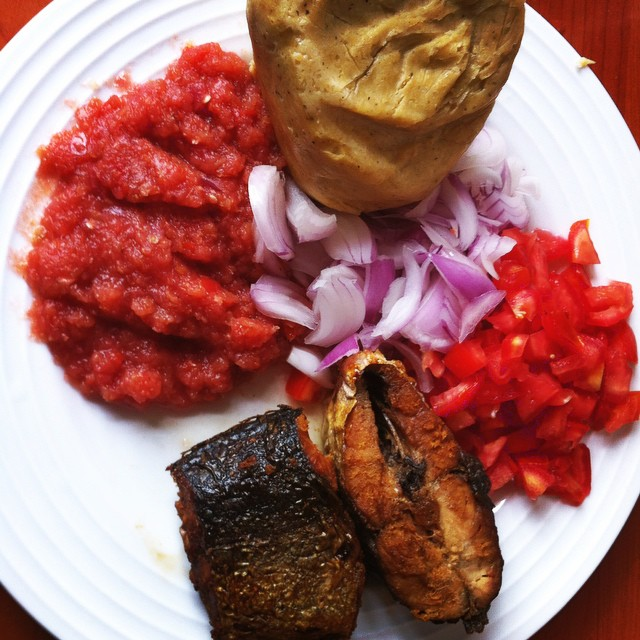
Fanti Kenkey mit Fisch

Kenkey ist eine Kloßart aus fermentiertem Mais, der in ganz Westafrika, insbesondere in Küstengebieten, beliebt ist und zu den Grundnahrungsmitteln zählt.
Der durch die Zubereitung mild säuerlich schmeckende Kloß wird häufig als Beilage zu gegrilltem oder gebratenem Fisch gegessen und zusammen mit einer Suppe oder einer ungekochten Sauce aus Zwiebeln, Tomaten, Pfeffer und Salz serviert.
Für die Zubereitung werden zunächst Maiskörner gesäubert und 1 bis 3 Tage lang in Wasser eingeweicht. Anschließend werden die Körner gewaschen und zu einem sehr feinen Maismehl gemahlen. Daraus wird ein Teig mit einem Wassergehalt von etwa 50 bis 55 % hergestellt. Der Teig wird nun in Gärbehälter gegeben, wo er 2 (für Fanti-Kenkey) bis 3 Tage (für Ga-Kenkey) lang bei Raumtemperatur (etwa 25 bis 30 °C) per Spontangärung fermentiert. Die vorherrschenden Mikroorganismen in diesem Sauerteig sind Milchsäurebakterien und Hefen. Ein Teil des Teiges (etwa ⅓ für Fanti-Kenkey, ⅔ für Ga-Kenkey) wird nun mit Wasser zu einer klebrigen Paste (Aflata) gekocht, mit dem übrigen Teig vermischt und zu Klößen geformt. In der Variante Ga-Kenkey wird der Teig zusätzlich gesalzen und zu etwa 300 g schweren Kugeln geformt, die anschließend in angefeuchtete Maisblätter eingewickelt werden. Fanti-Kenkey werden zylindrisch geformt und in Bananenblätter eingewickelt. Die geformten Kenkey werden etwa 3 Stunden lang in Wasser gegart oder gedämpft. Das Kochwasser wird gesammelt und als elektrolytreiches Getränk genutzt.
Kenkey bekommt man in Restaurants und in Chop Bars (Straßenrestaurants) als Beilage zu Soßen mit Gemüse, Fleisch oder Fisch.
Eine Variante des Kenkey ist Banku, ein Teigkloß der ebenfalls aus gesäuertem Mais besteht, jedoch nicht im Bananenblatt gegart wird.